# Rhizopus stolonifer
Rhizopus stolonifer és una espècie de fong de l'ordre dels mucorals (Mucorales). És una floridura  que es troba de forma comuna a la superfície del pa, i fruits tous com les bananes i el raïm d'on pren aliments i nutrients i en danya la superfície on viu.
Les espores asexuals es formen dins els esporangis i s'alliberen quan maduren. Amb la germinació de les espores es forma un miceli que creix ràpidament a temperatures d'entre 15 a 30 °C.
La reproducció sexual en Rhizopus stolonifer forma zigòspores que germinen i formen esporiangòfors que contenen espores haploides + i -.
Hi ha dues varietats: R. stolonifer var. stolonifer amb esporiangiòfors erectes i R. stolonifer var. lyococcos amb esporiangòfors corbats. Una espècie estretament relacionada és Rhizopus sexualis, la qual és autocompatible.

## Distribució i hàbitat
Rhizopus stolonifer té una distribució cosmopolita. És capaç de causar infeccions oportunistes en humans (zigomicosi).
Es troba de forma comuna sobre el pa i fruits tous com les bananes i el raïm. Com que les seves espores són comunes en l'aire, pot créixer en pocs dies quan es guarda pa humit en llocs tancats i humits.